# Oles Berdnyk
Oles Pavlovych Berdnyk (25 de novembro de 1927, Oblast de Mykolaiv, Ucrânia - 18 de março de 2003, Oblast de Kiev, Ucrânia) é um escritor de ficção científica e ator ucraniano.